# Occupazione statunitense della Repubblica Dominicana (1916-1924)
L'Occupazione statunitense della Repubblica Dominicana, occorsa dal 1916 al 1924, fu una parte del più vasto conflitto noto come Guerre della banana.

## Antefatti
La situazione economica della Repubblica Dominicana ai primi del XX secolo era disastrosa, tanto che nel gennaio 1905, ai sensi della Dottrina Monroe, gli Stati Uniti assunsero il controllo doganale del paese. Nel 1907 il debito estero era sceso da 40 a 17 milioni di dollari. Nel 1906 il presidente Carlos Morales si dimise, e negli anni successivi il paese vide una serie di insurrezioni e colpi di stato, che portarono il paese sull'orlo della guerra civile. Nel 1914 il presidente Woodrow Wilson lanciò un ultimatum alle fazioni in lotta, dichiarando che se non avessero trovato un accordo sarebbero stati gli stessi Stati Uniti ad imporre un nuovo governo. Si riuscì quindi a raggiungere un accordo per nuove elezioni in ottobre, da cui uscì vincitore Juan Isidro Jimenes Pereyra.
Pereyra propose la nomina di personalità statunitensi per le cariche di direttore delle opere pubbliche e consulente finanziario del paese, nonché la creazione di una nuova forza militare ai comandi di ufficiali statunitensi. Il congresso dominicano respinse le proposte di Pereyra, ed avviò una procedura di impeachment nei suoi confronti. Nell'aprile 1916 Desiderio Arias, Segretario alla Guerra della Repubblica Dominicana, prese il potere con un colpo di Stato, costringendo Pereyra alle dimissioni e fornendo agli Stati Uniti un pretesto per occupare il paese. Il 13 maggio l'ammiraglio statunitense William B. Caperton costrinse Arias a lasciare Santo Domingo, minacciando in caso contrario di effettuare un bombardamento navale sulla città.

## L'occupazione
Tre giorni dopo che Arias ebbe lasciato il paese, truppe dei marines sbarcarono in Repubblica Dominicana, riuscendo a prendere il controllo del paese in soli due mesi. Nel novembre dello stesso anno, gli Stati Uniti instaurarono un governo militare al comando del retroammiraglio Harry Shepard Knapp. I marines riuscirono a riportare l'ordine nella maggior parte del paese, con l'eccezione della zona orientale. Sotto al governo Knapp il bilancio di stato tornò in equilibrio, fu ridotto il debito e ci fu una ripresa della crescita economica. Furono create nuove strade che, per la prima volta nella storia del paese, collegavano tutte le regioni. Fu creata la Dominican Constabulary Guard, un'organizzazione militare che sostituì le precedenti forze partigiane, che fino a quel momento avevano condotto una lotta apparentemente senza fine per il potere.
La maggior parte della popolazione dominicana, però, era fortemente risentita per la perdita della sovranità nazionale e nutriva preoccupazione per il benessere della repubblica. Nelle province orientali di El Seibo e di San Pedro de Macorís nacque un movimento di guerriglia, i cui componenti erano noti come i gavilleros, che godette di un notevole sostegno da parte della popolazione locale. Forti anche di un'ottima conoscenza del territorio, questi ribelli combatterono contro le forze di occupazione statunitensi dal 1917 al 1921. In questo periodo di croniche e minacciose insurrezioni le forze della United States Navy riuscirono comunque a mantenere l'ordine nel paese. Nel 1921 i gavilleros furono definitivamente sconfitti, schiacciati dall'aviazione e dai mezzi superiori dell'esercito statunitense, nonché dai metodi di controinsurrezione applicati dagli Stati Uniti.

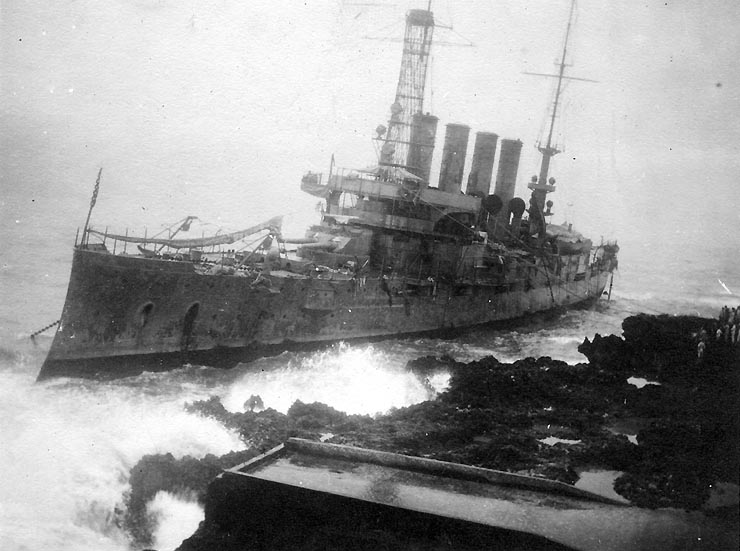
La USS Memphis, che aveva il compito di pattugliare le coste della Repubblica Dominicana durante l'occupazione statunitense, naufragata sulle coste di Santo Domingo, pomeriggio del 29 agosto 1916

## Il ritiro
Dopo la fine della prima guerra mondiale, l'opinione pubblica statunitense inizio a chiedere la fine dell'occupazione. Lo stesso presidente Warren Gamaliel Harding, succeduto a Wilson nel 1921, fece una campagna contro l'occupazione militare di Haiti e della stessa Repubblica Dominicana.
Nel giugno 1921 gli Stati Uniti presentarono una proposta di ritiro, nota come Piano Harding, in cui si chiedeva al governo dominicano la ratifica di tutti gli atti del precedente governo militare, l'approvazione di un prestito di 2,5 milioni di dollari per le opere pubbliche ed altre spese, l'accettazione di agenti statunitensi nella forza di polizia locale, ora nota come Guardia Nazionale (Guardia Nacional), ed infine lo svolgimento di nuove elezioni sotto la supervisione degli Stati Uniti. La reazione popolare fu un unanimemente negativa. Tuttavia, i leader dei moderati all'interno del governo dominicano riuscirono ad usare il piano come base per ulteriori negoziati, che portarono ad un accordo tra il Segretario di Stato Charles Evans Hughes e l'ambasciatore dominicano negli Stati Uniti, Francisco J. Peynado.
Il 30 giugno 1922 i dominicani acconsentono alla scelta di un presidente provvisorio, che dovrà governare fino a nuove elezioni. Sotto la supervisione dell'Alto commissario Sumner Welles, il 21 ottobre Juan Bautista Vicini Burgos assunse la presidenza provvisoria. Le successive elezioni del 15 marzo 1924 videro vincitore Horacio Vásquez Lajara, alleato e collaboratore del governo statunitense, che ebbe la meglio su Peynado. Il Partito Alleanza (Partido Alianza) di Lajara ottenne una larga maggioranza in entrambe le camere del Congresso. Il 13 luglio, con l'inaugurazione del nuovo Palazzo del Congresso, il controllo del paese tornò in mani dominicane.

## Sviluppi successivi
Nonostante il ritiro, persistevano ancora grandi preoccupazioni per quanto riguardava la raccolta e l'uso delle entrate doganali del paese. Per risolvere questo problema, i rappresentanti degli Stati Uniti ed il governo della Repubblica Dominicana si incontrarono ad un convegno il 27 dicembre 1924, dove firmarono un trattato che ha dava agli Stati Uniti il controllo delle entrate doganali del paese. Tale trattato fu ufficialmente abrogato nel 1941 quando il controllo entrate doganali del paese tornò nuovamente nelle mani del governo della Repubblica Dominicana. Tuttavia, anche dopo la fine del trattato, è rimasto tra la popolazione un forte risentimento verso gli Stati Uniti.
Una delle conseguenze principali del trattato fu l'ascesa al potere di Rafael Leónidas Trujillo.
Trujillo aveva ricevuto il grado di sottotenente nella Guardia Nazionale creata dagli statunitensi nei primi mesi del 1919. Nonostante il passato di ladro, falsario e protettore, Trujillo ricevette un punteggio elevato dagli ufficiali militari statunitensi e nel 1928 divenne il comandante in capo dell'esercito della Repubblica Dominicana. Trujillo riuscì a truccare le elezioni del 1930, diventando presidente del paese. Nonostante il Dipartimento di Stato vedesse Trujillo come una "sorta di Frankenstein, animato dai marines degli Stati Uniti" ((EN)  "a kind Frankenstein, brought to life by the US marines") ed in grado di generare nuove insurrezioni, il governo statunitense si riavvicino a lui quando fu chiaro che le sue azioni militari contro i ribelli erano sufficientemente forti da scongiurare un nuovo intervento militare degli Stati Uniti. Grazie al controllo statunitense delle entrate doganali, Trujillo poté dirottare tali fondi al suo esercito ed usarli per la soppressione del dissenso interno. La corruzione politica, la forza militare, le torture, gli omicidi, il nepotismo, i monopoli commerciali e l'accesso alle casse dello Stato consentirono a Trujillo di mettere facilmente a tacere i suoi avversari e di accumulare una fortuna di 800 milioni di dollari.